# Francesco Barberini

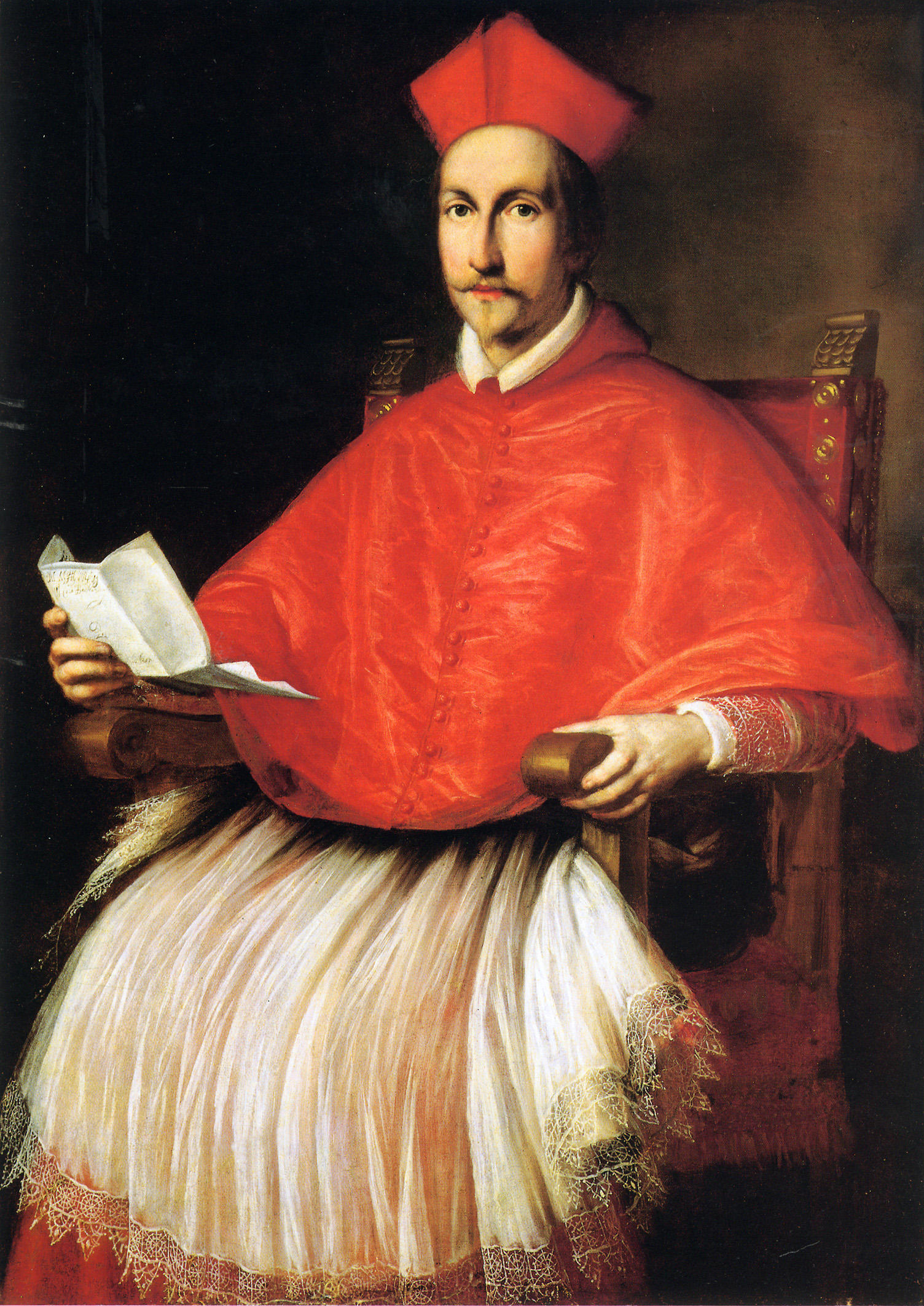
Francesco Barberini 1624 nach der Ernennung zum Kardinal durch seinen Onkel Papst Urban VIII. (Gemälde von Ottavio Leoni)

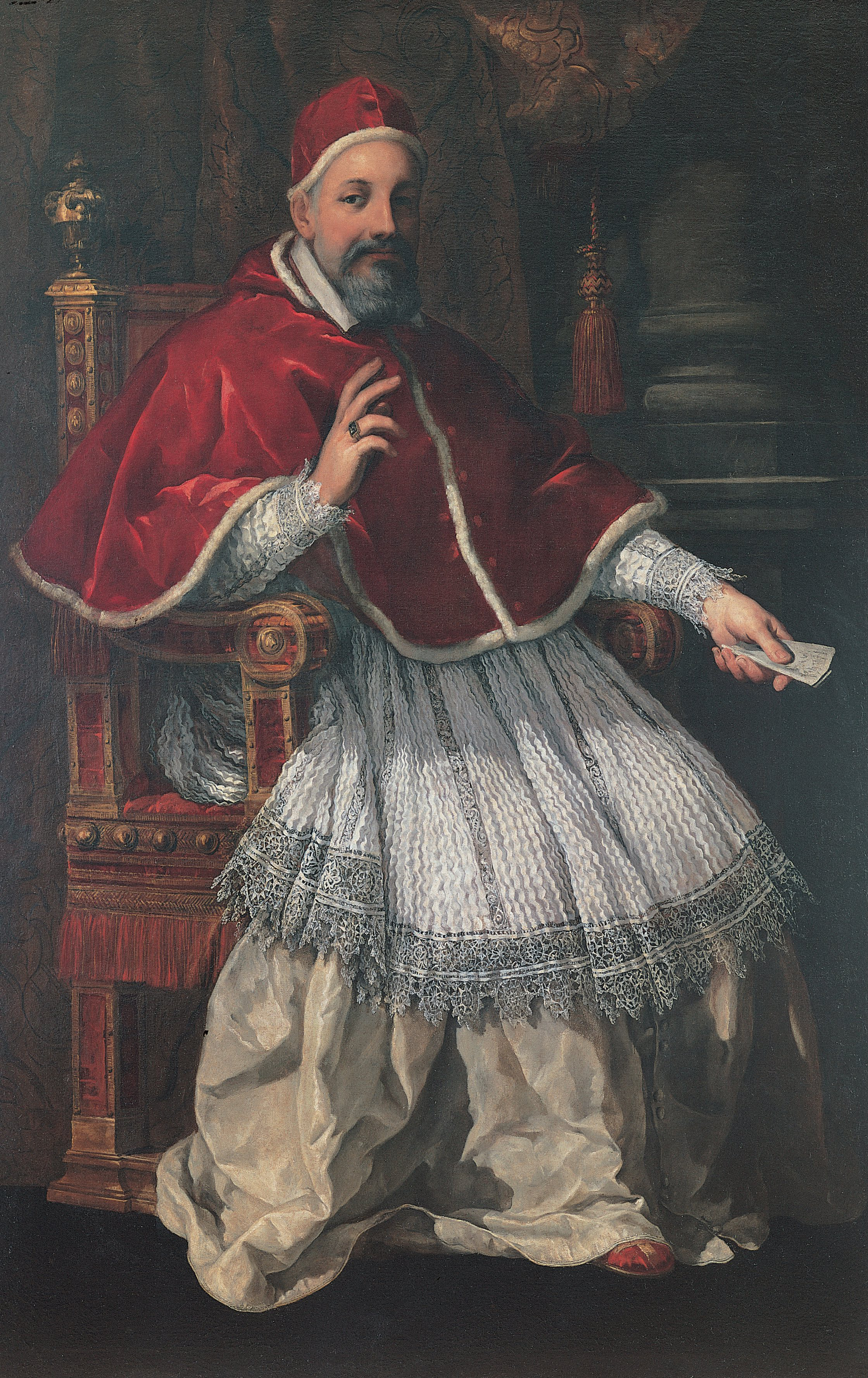
Papst Urban VIII. (Porträtgemälde von Pietro da Cortona, 1627) förderte die Karriere einer Reihe seiner Verwandten, auch die seines Neffen Francesco

Kardinalswappen (modernes Schema)i

Francesco Barberini (der Ältere) (* 23. September 1597 in Florenz; † 10. Dezember 1679 in Rom) war ein italienischer Kardinal, Antiquar und Mäzen. Er war der Kardinalnepot Papst Urbans VIII. (Maffeo Barberini).

## Leben
Francesco Barberini entstammte der Florentiner Familie der Barberini. Sein Vater war Carlo Barberini (1562–1630), der 1594 die ebenfalls einer angesehenen Florentiner Familie entstammende Constanza Magalotti (1575–1644) geheiratet hatte.
Barberini hatte an der Universität Pisa studiert und sein Studium im Jahr 1623 mit dem Doktor beider Rechte abgeschlossen. Im selben Jahr wurde sein Onkel Maffeo Barberini als Papst Urban VIII. gewählt. Francesco wurde von ihm nach Rom berufen, noch im Oktober 1623 zum Kardinal erhoben und wenige Jahre darauf zum Erzpriester an der römischen Erzbasilika San Giovanni in Laterano ernannt, vor St. Peter die ranghöchste Kirche Roms und der christlichen Welt. Der Papst betraute ihn in der Folge mit verschiedenen Kurienämtern. Als Kardinalnepot Urbans VIII. hatte er den Status eines Staatssekretärs. Allerdings stellte sein Onkel dem 26-Jährigen den erfahrenen Lorenzo Magalotti zu Seite, der der Bruder der Mutter Francesco Barberinis war. Nachdem Magalotti 1624 gleichfalls den Kardinalshut erhalten hatte, war er seinem Neffen ebenbürtig. Zu einem Konflikt um den größeren Einfluss innerhalb der Kurie scheint es zwischen den Magalotti und Francesco Barberini nicht gekommen zu sein. Anders als viele seiner barocken Zeitgenossen fühlte Magalotti sich den kirchlichen Gelübden von Armut, Keuschheit und Gehorsam verpflichtet und hatte daher kein Interesse daran, mit seinem Neffen um den größeren Einfluss in der Kurie zu kämpfen. Bereits 1625 bat Magalotti aus gesundheitlichen Gründen um die Entlassung aus seinen Ämtern. Wenn er als Kardinalstaatssekretär in den nächsten anderthalb Jahren auch noch Einsicht in wichtige Dokumente und Schreiben hatte, verlagerte sich der maßgebliche Einfluss allmählich in Richtung zu Francesco Barberini. Der Historiker Köchli weist auch darauf hin, dass nur die Anwesenheit von Lorenzo Magalotti und des 1624 zum Kardinal erhobenen Papstbruders Antonio Barberini der Jüngere innerhalb der Kurie Francesco Barberini es ermöglichte, 1625 und 1626 längere Reisen vorzunehmen, die den Interessen Papst Urbans VIII. dienten.
1625 erwarb Francesco Barberini im Auftrag des Papstes den am Quirinal gelegenen Palazzo Sforza, um auf dem Grundstück den Palazzo Barberini alle Quattro Fontane zu errichten, der die Macht und den Glanz des Papstes und seiner Familie angemessen repräsentieren sollte. Als Architekten beteiligt waren Carlo Maderno, Gian Lorenzo Bernini und Francesco Borromini.
Als Protektor von England, Schottland und Irland ließ er im Heiligen Jahr 1625 ein Hospiz für Pilger aus diesen Ländern einrichten.
Im gleichen Jahr nahm er als päpstlicher Legat teil an den Verhandlungen zwischen Spanien und Frankreich – vertreten durch Kardinal Richelieu – über die Veltlin-Frage, war aber als Vermittler nicht erfolgreich. In der Folge war er weiterhin, oft erfolglos, im Zusammenhang mit der Außenpolitik des Papstes tätig. So unterstützte er die päpstliche Politik einer territorialen Erweiterung des Kirchenstaates. Der von seinem Bruder Taddeo Barberini angezettelte und von Francesco unterstützte Castrokrieg endete mit einer bösen Niederlage und finanziellen Verlusten. Der Kriegszug schädigte das internationale Ansehen des Papstes.

### Der Prozess gegen Galilei
Von 1633 bis zu seinem Tode 1679 übte Barberini das Amt des Sekretärs der Kongregation der römischen und allgemeinen Inquisition aus und war zudem einer der zehn Richter im Prozess gegen Galilei. Er war hier Wortführer der Gruppe, die für ein mildes Vorgehen gegen Galilei plädierte.
1633 gelang es ihm, den Generalkommissar Fiorenzuola zu bewegen, Galilei aufzusuchen und mit ihm über einen Kompromiss zu verhandeln. Nach dem Vorschlag Barberinis sollte Galilei zugestehen, dass er in seinen Dialogen zu weit gegangen sei und gegen päpstliche Anordnungen verstoßen habe. Im Gegenzug sollte das Buch mit einigen Veränderungen gedruckt werden und Galilei vor dem Gefängnis bewahrt bleiben. Dieser stimmte dem Kompromiss zu, die Mehrheit der Richter lehnte den Vorschlag jedoch ab.
Er war einer der drei Richter, die das Urteil gegen Galilei nicht unterzeichneten, die beiden anderen waren Gaspare Borgia und Laudivio Zacchia. Nach dem Prozess soll er gesagt haben, dass niemand das Recht habe, die erhabene (sublime) Intelligenz Galileis zu ignorieren, der in der Zukunft allen denen, die die Wahrheit suchen, als Führer dienen werde. Nach dem Prozess gelang es ihm, die Einschließung Galileis in ein Kloster zu verhindern, er stellte ihn stattdessen unter den Schutz des Erzbischofs von Siena.

### Exil in Frankreich
1644 starb Urban VIII. und Giambattista Pamfili bestieg als Innozenz X. den Papstthron. Der neue Papst ging nach seiner Wahl gegen die Barberini vor, die er der schamlosen Bereicherung und der Machtgier anklagte. Francesco, der noch im November 1645 die Bischofsweihe und das suburbikarische Bistum Sabina empfangen hatte, floh 1646 mit seinen Brüdern Antonio und Taddeo nach Paris und stellte sich unter den Schutz Kardinal Mazarins. Verbindung nach Rom hielten sie über den aus einfachen Verhältnissen aufgestiegenen Kardinal Angelo Giori, der während des Pontifikats von Urban VIII. zu seinen unmittelbarsten Mitarbeitern zählte und als Dank für dieses jahrelange Treueverhältnis in dessen letzten Kardinalserhebung den Kardinalshut erhielt. Kardinal Giori stand in ständigem Briefkontakt mit Francesco Barberini, vertrat die Interessen der Familie in Rom und betrieb auch den Bau von Urbans Grabmal weiter.
Das Vermögen der Barberini-Familie in Rom wurde unter fadenscheinigen Begründungen beschlagnahmt, und sie wurden ihrer kirchlichen Ämter enthoben. Innozenz verabschiedete sich grundsätzlich von der frankreichfreundlichen Politik seines Vorgängers. Daraufhin erhöhte Mazarin den Druck gegen den Kirchenstaat und schickte Truppen nach Italien. Der Papst musste nachgeben.

### Rückkehr nach Rom
1648 durften die Barberini nach Rom zurückkehren, das Vermögen wurde ihnen teilweise zurückerstattet. Nach seiner Rückkehr schränkte Francesco seine politischen Aktivitäten ein und wendete sich stattdessen der Kunstförderung zu. 1652 wurde er Kardinalbischof von Porto e Santa Rufina und Kardinalsubdekan.
Francesco Barberini kehrte nach dem Tod von Innozenz X. 1655 wieder nach Rom zurück. Sowohl unter Clemens IX. als auch unter Clemens X. hatte Barberini, der seit 1666 als Kardinaldekan Ranghöchster unter den Kardinälen war, eine einflussreiche Rolle innerhalb des Kardinalskollegiums inne. In den Auseinandersetzungen um den Kardinal Friedrich von Hessen-Darmstadt während des Pontifikats von Clemens X. wurde Francesco Barberini, der diesen einst förderte und an dessen Übertritt zur Römisch-Katholischen Kirche beteiligt war, sogar als Vermittler eingeschaltet.

## Förderung von Kunst und Wissenschaft
Die Kunst- und Auftragspolitik der Barberini hat das barocke Aussehen Roms entscheidend mitgeprägt. Ebenso wie Urban VIII. war auch Francesco ein großzügiger und kunstverständiger Mäzen. Sein langjähriger Sekretär und Berater war der römische Gelehrte und Antiquar Cassiano dal Pozzo, der europaweite Kontakte zu Gelehrten und Kunstsammlern unterhielt. Zu Barberinis Gästen zählten Schriftsteller und Dichter, Gelehrte, Antiquare und Bibliophile, wie Naudé, Vossius und Heinsius, Ferdinando Ughelli, John Milton, Castelli und andere. Er war Mitglied der von Federico Cesi gegründeten Accademia dei Lincei, deren Mitglieder sich dem Studium der Naturwissenschaften widmeten und das Ziel hatten, den Wissenschaftsbetrieb effizienter zu organisieren.

### Die Bibliothek
Barberini richtete in seinem Palast eine umfangreiche private Bibliothek ein, die später in die vatikanische Bibliothek eingegliedert wurde. Als Bibliothekar stellte er den Hamburger Gelehrten Lucas Holstenius ein, den späteren Leiter der vatikanischen Bibliothek. Holstenius’ Nachfolger in der Barberini-Bibliothek war der griechische Philosoph und Theologe Leo Allacci. Zu seinen Nachlass gehört das Barberini-Evangeliar.

### Förderung von Kunst und Musik
Die Kunstsammlung Francescos umfasste Bilder von Poussin, Simon Vouet, Charles Mellin, Valentin de Boulogne, Artemisia Gentileschi, Pietro da Cortona, dem Maler des riesigen Deckenfreskos im Palazzo Barberini, sowie Werke des von Barberini sehr geschätzten und geförderten Bernini.
1627 malte Poussin für Francesco Barberini das Bild Tod des Germanicus, ein Schlüsselbild des europäischen Klassizismus.
1674 ließ er durch den Mosaikkünstler Orazio Manenti eine Kopie des berühmten Navicella-Bildes von Giotto anfertigen, das ursprünglich in der Vorhalle von Alt-Sankt-Peter angebracht war und nach dem Abbruch der Kirche mehrmals seinen Platz gewechselt hatte.
Zu den Musikern, die von Francesco Barberini gefördert wurden, gehörten Virgilio Mazzocchi, der Organist und Cembalist Girolamo Frescobaldi, der Lautenist Johann Hieronymus Kapsberger und Cherubino Waesich. Auch das Theater wurde von ihm unterstützt, indem er im Palazzo Barberini Stücke und Opern aufführen ließ. Die erste Oper, die für den Kardinal komponiert und aufgeführt wurde, war V. Mazzocchis Chi soffre speri (Karneval 1637). Für seine privaten Konzerte (sogenannten accademie) hatte der Kardinal auch ein Gamben-Ensemble engagiert – das war ungewöhnlich, denn dieses Instrument war zwar in Nordeuropa sehr beliebt, aber in Italien zu dieser Zeit nicht besonders in Mode. Auch der Musiktheoretiker Giovanni Battista Doni wurde von Francesco Barberini gefördert; Doni war zeitweise Sekretär des Kardinals.

### Tapisserie
Schon die Vorgänger Urbans VIII. hatten erwogen, in Rom eine eigene Teppichwirkerei zu errichten. Bildteppiche in riesigen Formaten dienten der politischen Propaganda und waren Medium für die Selbstdarstellung von Königen und Machthabern.
1627 erhielt der Papst vom französischen König Ludwig XIII. vier Bildteppiche als diplomatisches Geschenk. Sie stellen die Taten des Kaisers Konstantin dar, die Kartons hatte Peter Paul Rubens gezeichnet. Das Geschenk war möglicherweise ausschlaggebend für die Gründung einer Teppichweberei durch Francesco Barberini. Ihr erster Auftrag waren jedenfalls vier weitere Teppiche zur Konstantinsgeschichte nach Entwürfen von Pietro da Cortona. Ein weiterer wichtiger Auftrag war die Serie Castelli d'Europa, die für den Familienpalast bestimmt war und das Haus Barberini mit seinem hervorragenden Mitglied, dem Papst, verherrlicht. Dargestellt werden die Besitzungen der Familie sowie die Schlösser, auf denen Francesco Barberini auf seinen diplomatischen Reisen zu Gast war. Sichtbar wird in den Teppichen Francescos Absicht, sich als Haupt der Familie darzustellen. Letzter Auftrag der Werkstatt war eine Folge von zehn Bildteppichen über das Leben Urbans VIII., die ebenfalls für den Palazzo Barberini bestimmt war.
Nach dem Tod Francescos wurde die Manufaktur aufgelöst, die Arbeitsgeräte zerstört. Die Blütezeit der römischen Tapisseriekunst war beendet.
Francesco Barberini starb im Alter von 82 Jahren. Er wurde in der Patriarchalbasilika San Giovanni in Laterano beigesetzt.